# KAMIKAZE (プロレスラー)
KAMIKAZE（カミカゼ、1971年11月1日 - ）は、日本のプロレスラー。本名：丸山 昭一（まるやま しょういち）、

## 経歴
レスリングの名門足利工業大学附属高等学校レスリング部出身である。
SPWF入団後の1992年10月28日にプロレスデビューを果たした。この時期に新日本プロレスにて行われた、ジュニアタッグリーグ戦に出場し、数々のビッグマウスを吐くものの、リーグ戦では散々な結果に終わった。ただし、リーグ戦終了後に「ビッグマウスについては『神風』のキャラクターを貫いていただけであり、新日のリングに上がれて勉強になり感謝している」と発言している。
1994年にSPWFを退団し、フリーランスを経て同年レッスル夢ファクトリーに入団した。
レッスル夢ファクトリーには1998年まで在籍。同年大日本プロレスに移籍し、2002年まで所属した。再びフリーランスになった後はZERO-ONEに参戦、最初の同団体の登場はテングカイザーとしてであり、橋本真也とのタッグが多かった。その後2005年からはZERO1-MAX所属となり現在に至る。団体内での通称は「アニキ（神風アニキ）」で、浪口修・高西翔太ら若手のみならず大森隆男らトップどころからも慕われている。
2007年に入って反旗を翻した佐藤耕平の制裁に名乗りを上げ、4月30日にシングルで対戦するも敗北。5月6日遺恨を深めていた川畑輝鎮（プロレスリング・ノア所属）と対戦し、勝利を収めた。
2007年、デビュー15周年記念試合にて、ザ・グレート・サスケが山から見つけてきたと、再びテングカイザーに戻る。ボロボロだったものの、その後の試合では新しく緑色のコスチュームでテングカイザー・改となり年内活動。最近では小柄の赤いテングカイザー・テングバロンがデビューしタッグを結成している。
2014年よりZERO1の運営会社ファースト・オン・ステージの副社長に就任。大谷との社長・副社長タッグを組み、NWAインターコンチネンタルタッグ王座を戴冠。2月よりデーモン軍入りし、悪の副社長と化してVOODOO-MURDERSを傘下に収める。社長である大谷と対立するものの、大谷はタッグを解散せずに更生を呼びかける。
2018年6月をもってZERO1を退団。以後フリーとして活動。

## リングネーム
丸山が用いたことがあるリングネーム。
- テングカイザー
- 『アニキ』
- 『オジキ』
- はちまきの鉄
- 「神風」
- 『神風』
- THE★ZEST（初代）
- 神風
- KAMIKAZE（現在使用中）

## 得意技
ムーンサルトプレス
「ミスタームーンサルト」の異名の通り一番の得意技。美しい軌跡を描きながら跳ぶ。
神風ドライバー
カミカゼトルネード
トラースキック
ニールキック
ローリングソバット
オーバーヘッドキック
コブラツイスト
地獄突き
電動ドリルによる攻撃
ヒールターン後より使用している凶器攻撃。

## タイトル歴
大日本プロレス
- 初代BJW認定ヘビー級王座
- 第9代、14代BJW認定タッグ王座

プロレスリングZERO1
- 第13代世界ヘビー級王座
- 第22代、24代NWA UNヘビー級王座
- 第22代、25代、29代、NWAインターコンチネンタルタッグ王座（パートナーは第22代、25代佐藤耕平、第29代大谷晋二郎）
- 風林火山優勝（2010年）（パートナーは佐藤耕平）

## 入場テーマ曲
- 自然の香り / 喜多郎